# Ordine della Stella della Repubblica (Indonesia)

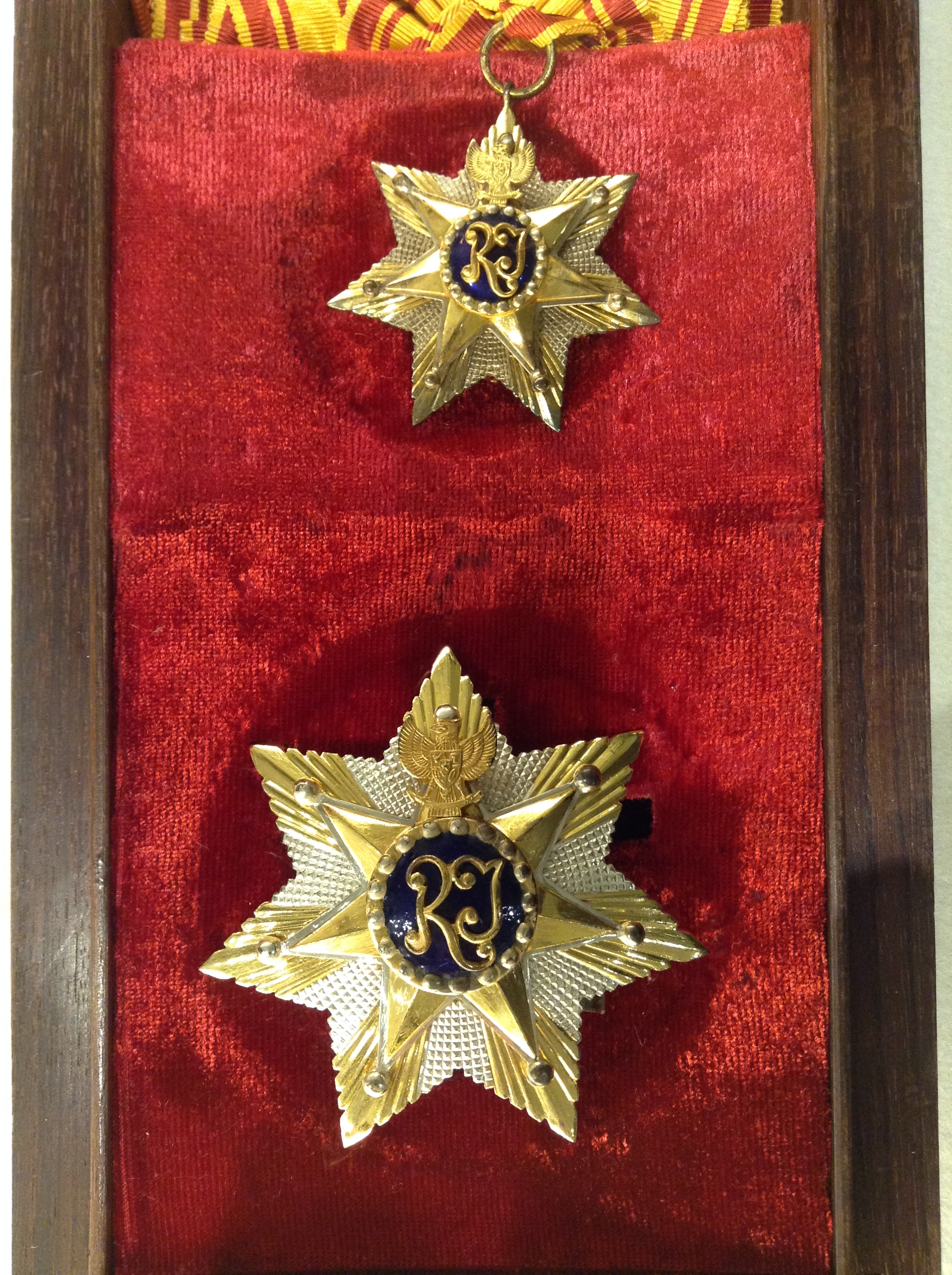
Bintang Adipurna

L'Ordine della Stella della Repubblica d'Indonesia (Bintang Republik Indonesia) è la più alta onorificenza dell'Indonesia.
L'onorificenza è stata istituita nel 1959 ed è conferita per meriti straordinari nel mantenimento dell'integrità, della sopravvivenza e della gloria della nazione. Può essere conferita anche a cittadini stranieri. È costituita da cinque classi:
- Bintang Adipurna - 1ª classe
- Bintang Adipradana - 2ª classe
- Bintang Utama - 3ª classe
- Bintang Pratama - 4ª classe
- Bintang Nararya - 5ª classe

L'insegna è costituita da una stella a sette punte con un disco centrale rotondo smaltato di blu; il disco reca in rilievo le lettere RI (Repubblica d'Indonesia). Il nastro è giallo con strisce rosse, che variano di numero a seconda della classe.